# 京都高等工芸学校 (旧制)
| 京都高等工芸学校 （京都高工） | 京都高等工芸学校 （京都高工） |
| ----------------------------- | ----------------------------- |
| 創立                          | 1902年                        |
| 所在地                        | 京都市                        |
| 初代校長                      | 中澤岩太                      |
| 廃止                          | 1951年                        |
| 後身校                        | 京都工芸繊維大学              |
| 同窓会                        | 京都工大会                    |

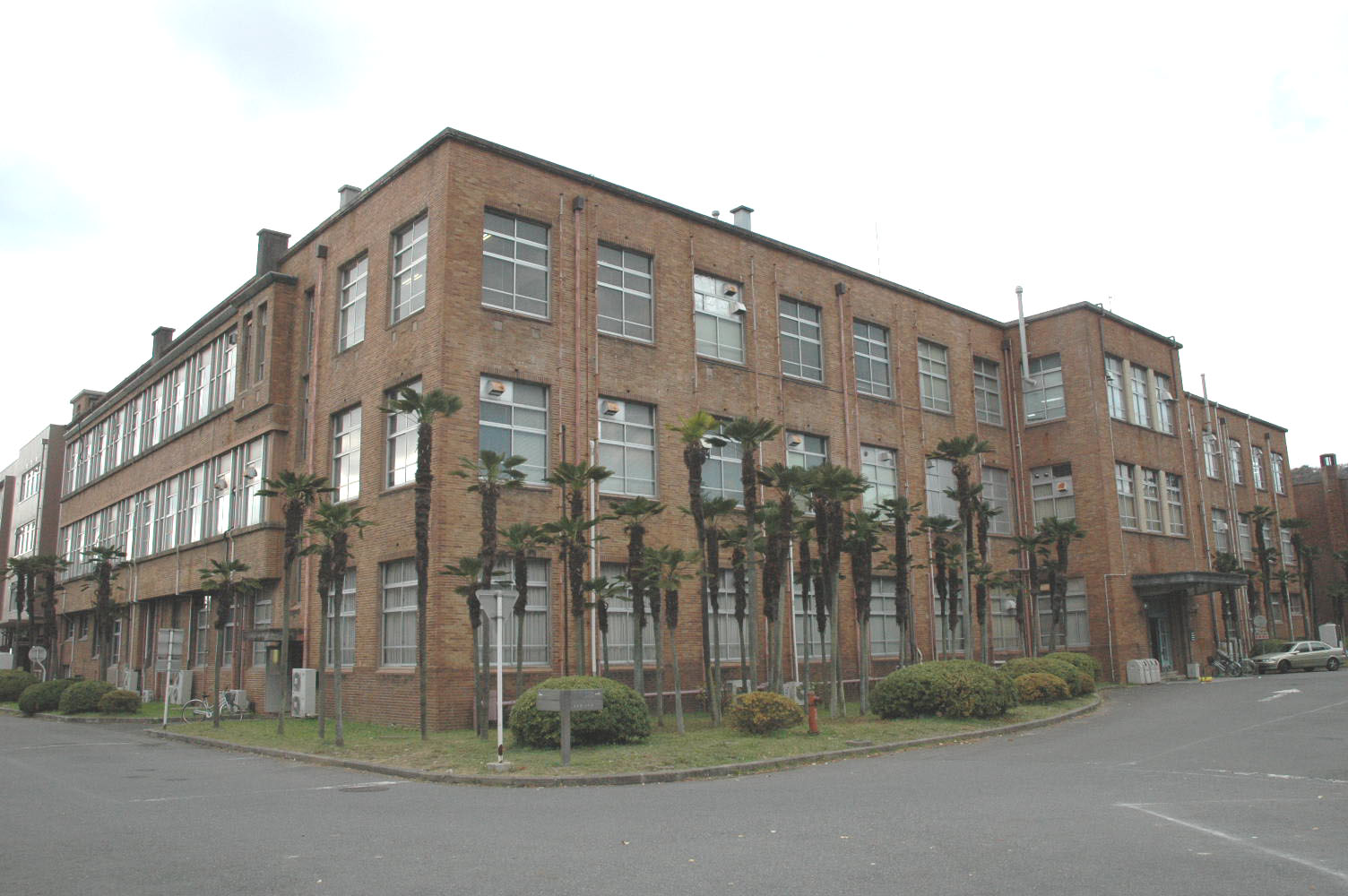
旧・松ヶ崎校舎本館（現状）

京都高等工芸学校 （きょうとこうとうこうげいがっこう） とは、1902年 （明治35年） に設立された旧制専門学校 （実業専門学校）。略称は 「京都高工」。

## 概要
- 明治時代の工業化や近代化に伴い、東京・大阪に次いで 3番目に設立された官立高等工業学校。工芸（産業デザイン）の専門教育を中心とする学校として知られた。
- 創立時は本科（修業年限3年）に色染科・機織科・図案科の3科を設置した（美術学校の分野も含んでいた）。図案科は既設の東京美術学校・東京高等工業学校に次ぐものであった。
- 第二次世界大戦中に京都工業専門学校（略称：京都工専）と改称された。
- 学制改革で新制京都工芸繊維大学工芸学部（現・工芸科学部）の母体となった。
- 同窓会は「京都工大会」と称し、旧制・新制（旧工芸学部）合同の会であったが、2006年に繊維学部・工芸学部が工芸科学部に統合されたのを受け、「京都工芸繊維大学同窓会 （KIT同窓会）」 に統合の方向である。

## 沿革

### 京都高等工芸学校時代
- 1899年2月： 第13帝国議会、京都市への官立工芸学校設置建議を可決。
- 1901年3月： 上京区吉田町 （現・左京区吉田泉殿町） の校地にて校舎着工。
- 1902年3月28日： 京都高等工芸学校設置 （勅令第98号）。
- 1903年4月： 専門学校令に準拠。
- 1903年9月10日： 第1回入学。
  - 本科 （修業年限3年） に色染科・機織科・図案科の 3科を設置。
  - 本科を中学校卒業者対象の第1部、工業学校卒業者対象の第2部に分けていた （1923年まで）。
- 1905年： 校歌制定。『比叡の山を背に負いて』
- 1913年11月： 京都在住者の同窓会 「多久美会」 発足。
- 1914年： 学年始期を 4月に変更。
- 1920年11月： 大学昇格運動勃発。
  - 中澤前校長の諫めにより、専攻科設置運動に変更。専攻科は設置されず。
- 1926年5月： 同窓会 「京都高工会」 設立。
- 1929年： 本科に陶磁器科を増設 （旧・東京高等工業学校窯業科）。
- 1930年11月： 愛宕郡松ヶ崎村 （現・左京区松ヶ崎橋上町） に移転。
  - この年、新校歌制定。『紫匂ふ比叡のみ山』 （金井喜右衛門 作詞、信時潔 作曲）
- 1932年10月： 30周年記念祭・新築校舎落成記念祭挙行。
- 1937年： 本科 陶磁器科を窯業科と改称。
- 1939年4月： 本科に精密機械科・人造繊維科を増設。
  - 同月、機械技術員養成科 （2年制夜間課程） を設置。
- 1941年3月： 機械技術員養成科を夜間専攻科 （機械科、3年制） に改組。
- 1942年4月： 本科に機械科・第二部精密機械科 （4年制夜間課程） を増設。

### 京都工業専門学校時代
- 1944年4月1日： 京都工業専門学校と改称。
  - 本科学科を改称： 窯業科・化学工業科 （旧人造繊維科）・建築科 （旧図案科）・紡織科 （旧色染科 + 旧機織科）・機械科 （旧精密機械科 + 旧機械科）。
  - 夜間専攻科と第二部精密機械科とを統合し、第二部機械科 （4年制夜間課程） を設置。
  - 別科として工業技術員養成科 （機械科、1年制夜間課程） を設置。
- 1945年4月： 本科に電気通信科を増設。
- 1946年： 本科 電気通信科を電気科と改称。

京都工芸繊維大学時代
- 1949年5月31日： 新制京都工芸繊維大学発足。
  - 旧制京都工専は工芸学部 （機織工業学科・建築工芸学科・色染工芸学科・窯業工芸学科） の母体として包括された。
  - 機械科・電気科・化学工業科は新制大学に引き継がれなかった。
- 1951年3月： 旧制京都工業専門学校、廃止。
  - 1951年4月： 旧京都工専 機械科・第二部機械科・電気科・化学工業科を母体に、京都工芸繊維大学工業短期大学部が設置された （創立時の学科： 機械電気科・化学工業科。3年制夜間課程）。
  - 1954年：意匠工芸学科・工芸学専攻科・繊維学専攻科を設置。
  - 1959年：繊維別科を設置
  - 1961年：生産機械工学科を設置
  - 1963年：電気工学科を設置

## 歴代校長
- 初代： 中澤岩太 （1903年4月 - 1918年7月）
- 第2代： 鶴巻鶴一 （1918年7月 - 1926年4月）
- 第3代： 村上宇一 （1926年4月 - 1943年12月）
- 第4代： 田中正三郎 （1943年12月 - 1945年11月）
- 第5代： 坪井道三 （1945年11月24日[1] - 1948年3月26日死去）
  - 前・長岡工業専門学校校長
- 第6代： 小島幸三郎 （1948年3月 - 1950年11月）
  - 新制京都工芸繊維大学工芸学部 初代学部長

## 著名な出身者
京都工芸繊維大学の人物一覧を参照。

## 校地
京都高等工芸学校は、京都市から寄附された上京区吉田町（現・左京区吉田泉殿町）の校地で発足した。しかし1928年、学科増設により吉田校地が手狭になったことに加え、市電東山線延伸にともなう道路拡張で校地が削減されたため、高工は1930年、府下愛宕郡松ヶ崎村（現・左京区松ヶ崎橋上町）に新築移転した。松ヶ崎校地は後身の新制京都工芸繊維大学に引き継がれ現在に至っている。松ヶ崎移転時に建設された学校本館（画像参照）は、当時教授であった建築家・本野精吾の設計によるもので、現在は京都工繊大3号館として使用され国の登録文化財に登録されている。なお、松ヶ崎への移転にともない旧・吉田校地は隣接する京都帝国大学に移管され、現在の京都大学西部構内となっている。

## 関連書籍
- 京都工芸繊維大学開学100周年・大学創立50周年事業マスタープラン委員会記念誌刊行専門部会（編）　『京都工芸繊維大学百年史』　京都工芸繊維大学百周年事業委員会、2001年3月。